# Цинсю
Цинсю́ (кит. упр. 青秀, пиньинь Qīngxiù) — район городского подчинения городского округа Наньнин Гуанси-Чжуанского автономного района (КНР).

## История
Во времена Китайской Республики эти земли были частью уезда Юннин. В 1930-х годах урбанизированная часть уезда Юннин была выделена в отдельный город Наньнин.
В 1953 году, после очередного изменения административно-территориального деления Наньнина, основная часть этой территории стала районом №2, но уже в 1955 году он был расформирован. В 1958 году был создан район Цзяннин (江宁区). Так как это были времена культурной революции, то уже в 1960 году район был преобразован в Цзяннинскую народную коммуну.
В 1979 году Цзяннинская народная коммуна была расформирована, а вместо неё был создан район Синьчэн (新城区). 
В 2001 году был упразднён Наньнинский Пригородный район (南宁市郊区), и часть его земель была включена в состав района Синьчэн.
В 2004 году уезд Юннин был преобразован в район городского подчинения, при этом часть его территории перешла в состав района Синьчэн, одновременно переименованного в Цинсю.

## Административное деление
Район делится на 5 уличных комитетов и 4 посёлка.

## Экономика
В районе расположена зона экономического развития Сяньху. Крупнейшим проектом этой зоны является индустриальный парк цифровой экономики Китай — АСЕАН (кластер информационных технологий).